# Villa Rick

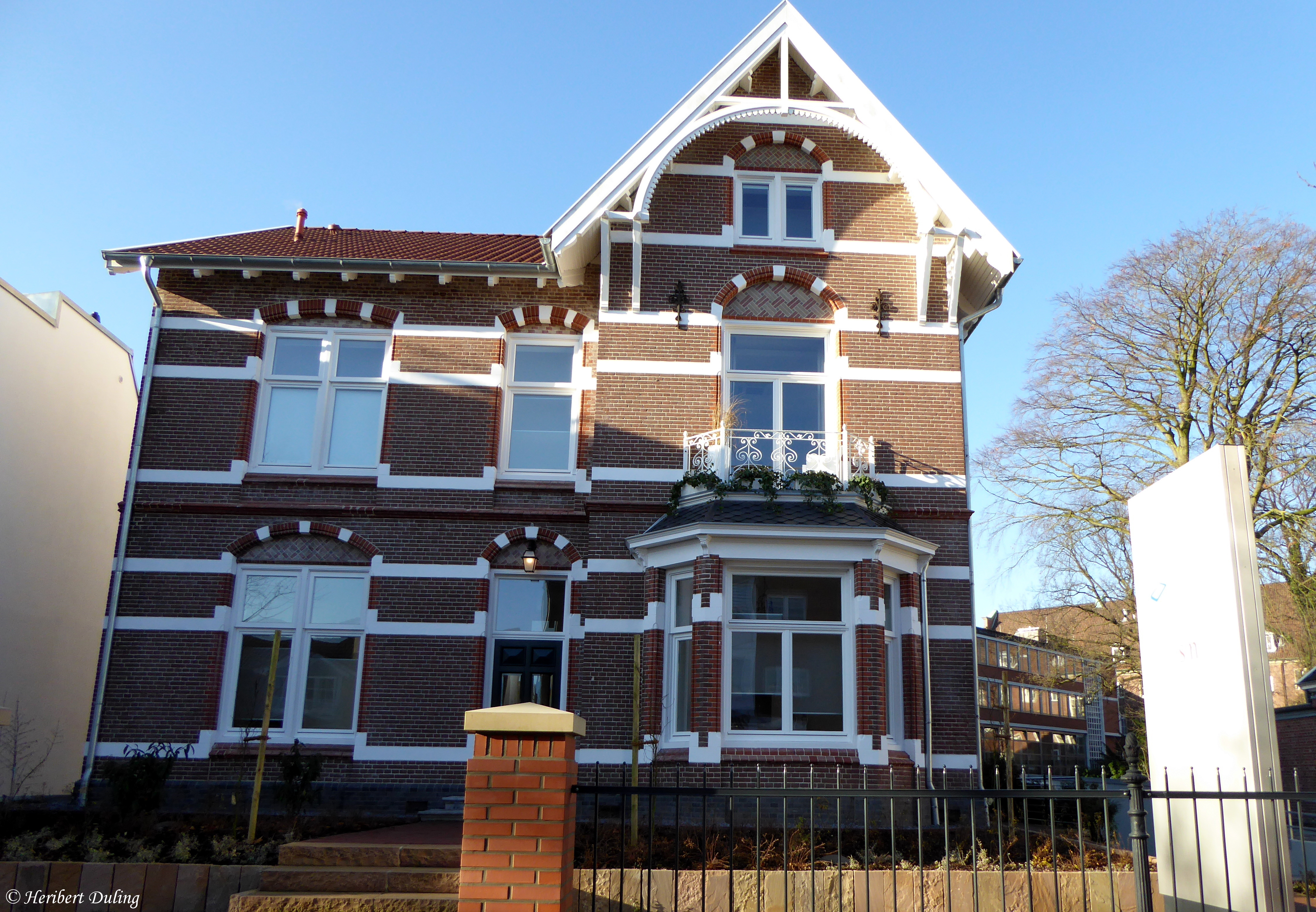
Villa Rick 2015

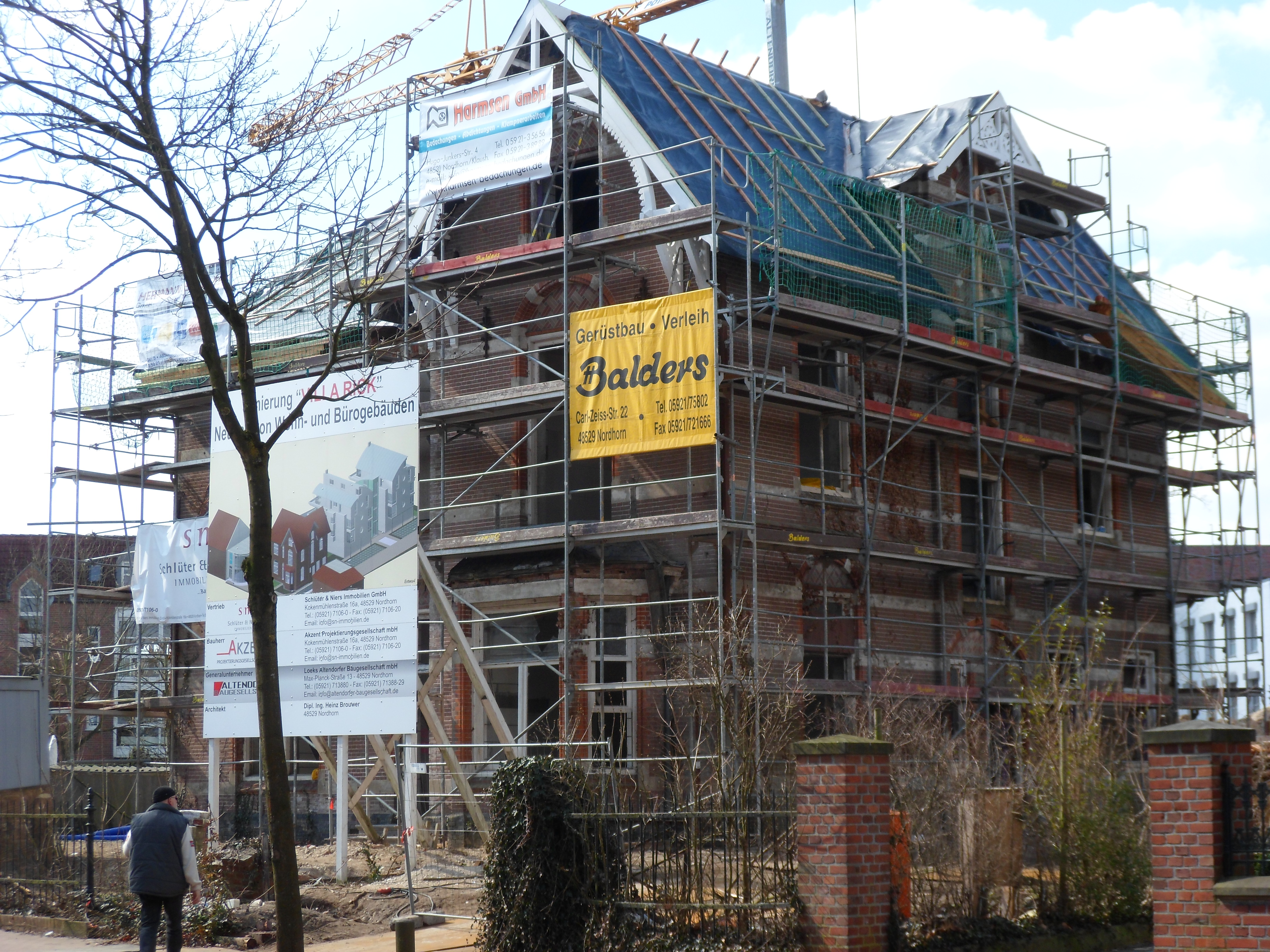
Villa Rick in der Umbauphase

Die um 1898 erbaute Villa Rick ist ein ehemaliges Patrizierhaus aus der Gründerzeit und eines der ältesten und einst stadtbildprägenden Gebäude der Nordhorner Innenstadt. Um 1898 ließ die aus Enschede (Niederlande) stammende und als Begründer der Nordhorner Textilindustrie geltende Familie Stroink das Anwesen als eines von damals zahlreichen Jugendstil- und Gründerzeitvillen in Nordhorn errichten.
Anwesen und dazugehörige Parkanlage stehen unter Denkmalschutz.

## Geschichte
In ihrem Äußeren dokumentiert das um 1898 auf einem rund 2400 m² großen Grundstück an der Bentheimer Straße errichtete Gebäude den in der Gründerzeit beliebten Stilpluralismus, in dem Elemente der niederländischen Spätrenaissance und des sogenannten Schweizerhausstils vereinigt werden.
Die Immobilie wurde in der Mitte des letzten Jahrhunderts an die Arztfamilie Rick/Rick-Mikulla veräußert. Diese nutzte das als Stroink’sche Villa bekannte Gebäude als ihren Praxis- und Wohnsitz. Ende der 1970er Jahre zogen die letzten Bewohner aus; das Gebäude stand fortan leer und verfiel zusehends. Durch die langen Jahren des Leerstands und mehrere Brände, zuletzt am 7. Dezember 2008 wurden der Dachstuhl, die Anbauten und Teile des Innenbereichs stark beschädigt.
Schließlich fand sich eine Nordhorner Investorengruppe, die das Anwesen 2011 übernahm und grundsanieren ließ.
Das Anwesen hat durch seine wechselhafte Geschichte und auch aufgrund des sich über Jahrzehnte hinziehenden Verfalls immer wieder Schlagzeilen in der regionalen Presse verursacht. Es wurde am Denkmaltag 2013 – kurz vor Beendigung der Restaurierung – als „unbequemes Denkmal“ vorgestellt.

## Grundsanierung 2011/2013

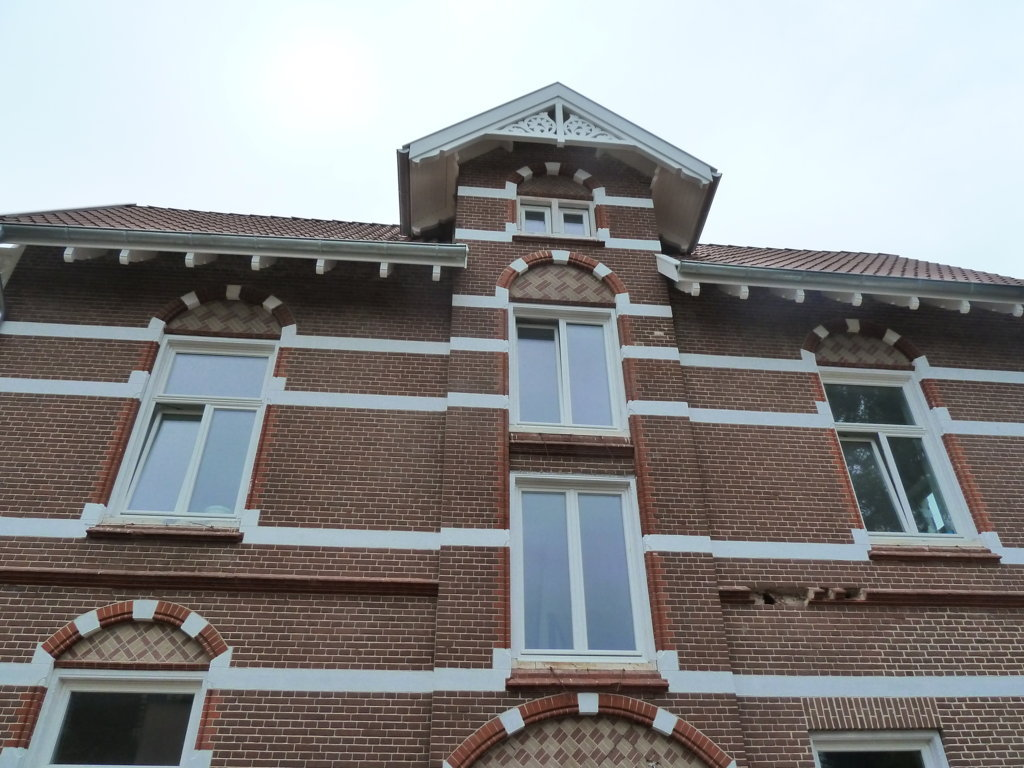
Fassade nach der Restaurierung

Eine neue Eigentümergemeinschaft ließ das Gebäude seit 2011 nach einem Entwurf des Nordhorner Architekten Heinz Brouwer grundsanieren und mit einem „Haus im Haus“ versehen. Gleichzeitig entstand in dem zu der Villa gehörenden Park ein aus zwei Baukörpern bestehender moderner Neubau für jeweils vier Etagenwohnungen mit einer Wohnfläche von jeweils ca. 135 m².
Da Anwesen und Parkanlage unter Denkmalschutz stehen, musste nicht nur die äußere Fassade erhalten oder vorbildgetreu nachgebaut werden, sondern auch Türen und Fenster, die mit Stuck verzierten Kamine, die Flügeltüren mit Jugendstilornamenten, das Treppenhaus aus Eichenholz und viele andere Details. Die hölzernen Zwischendecken mussten jedoch durch eine Betondecke ersetzt werden, da sie durch Pilzbefall unrettbar geschädigt waren.

Vor dem Umbau
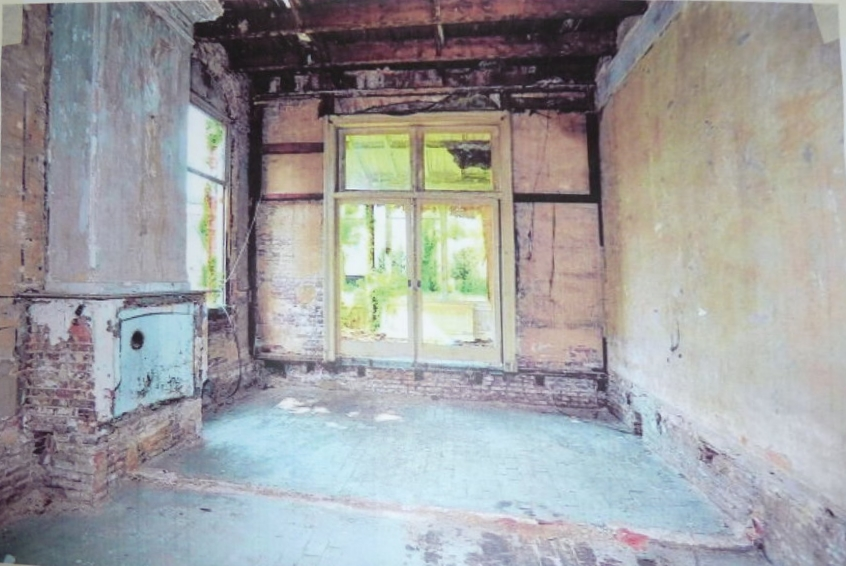
Vor der Kernsanierung 2011
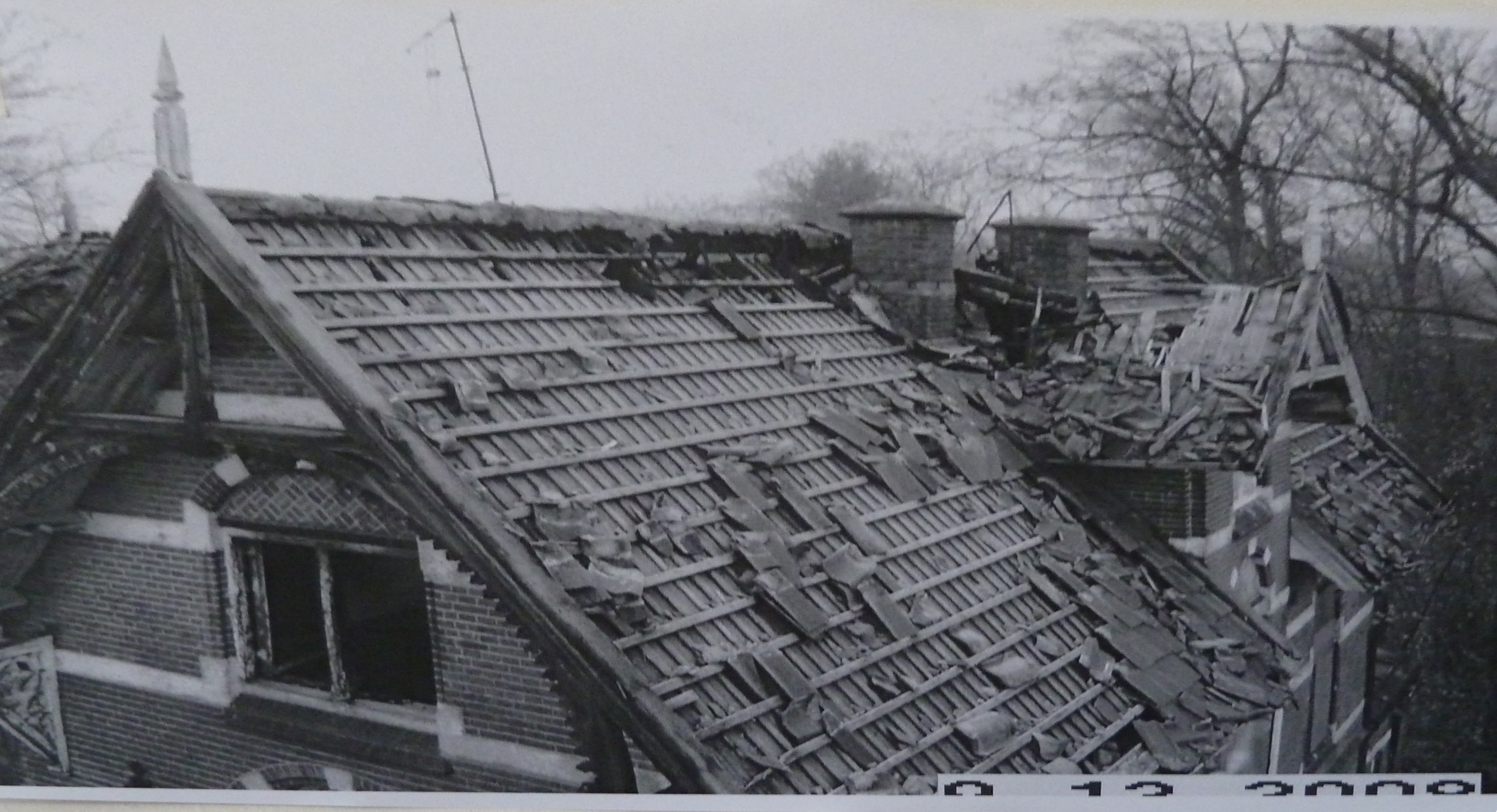
Dachstuhl 2008
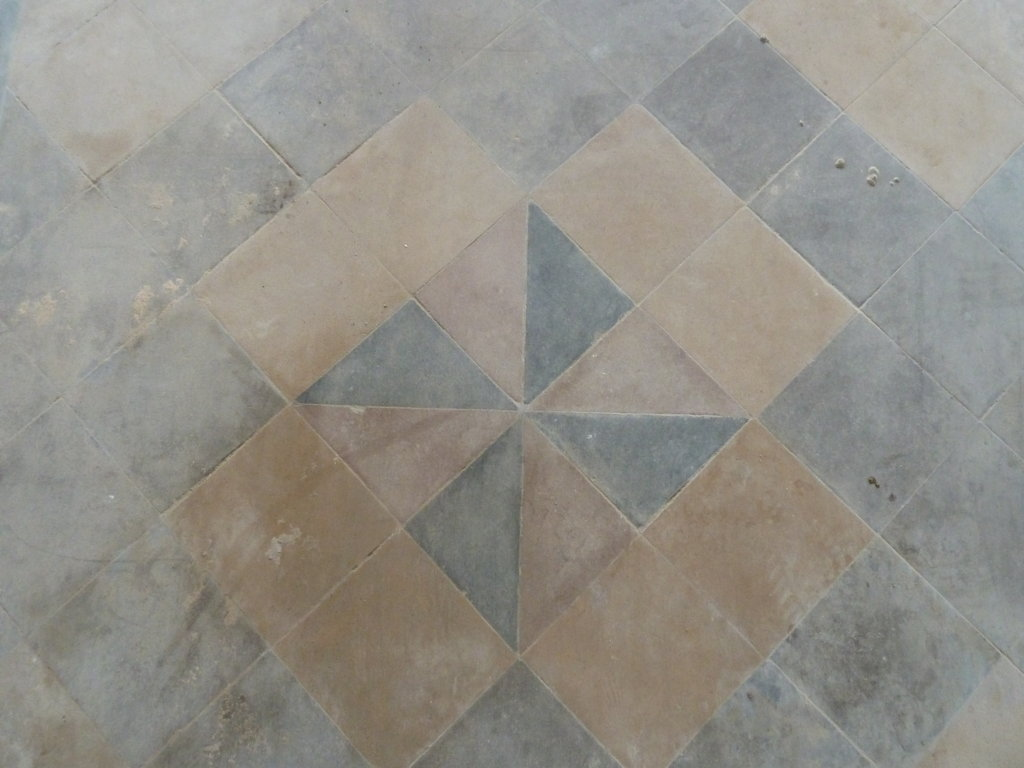
Bodenfliesen
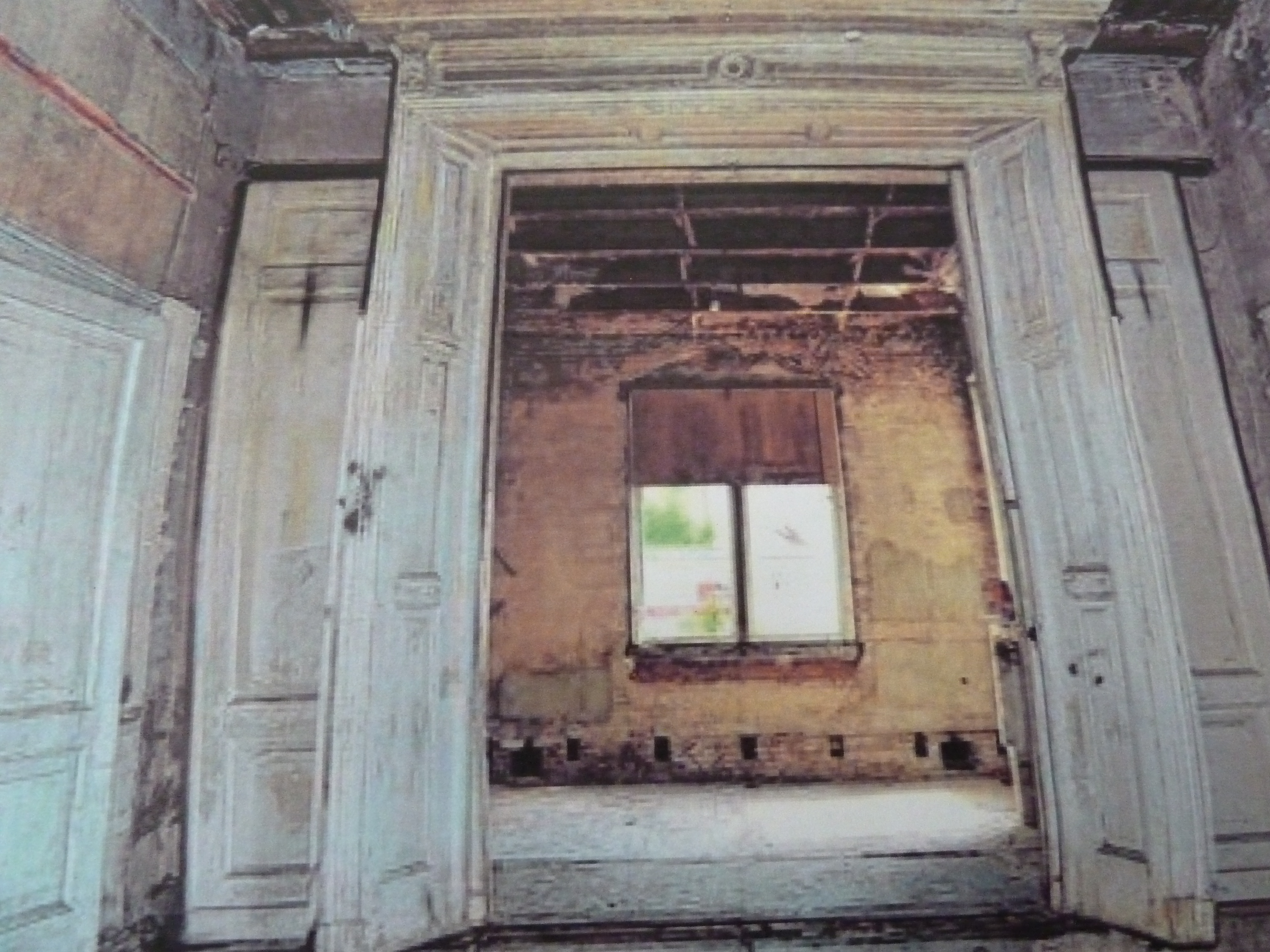
Flügeltür mit Jugendstilelementen
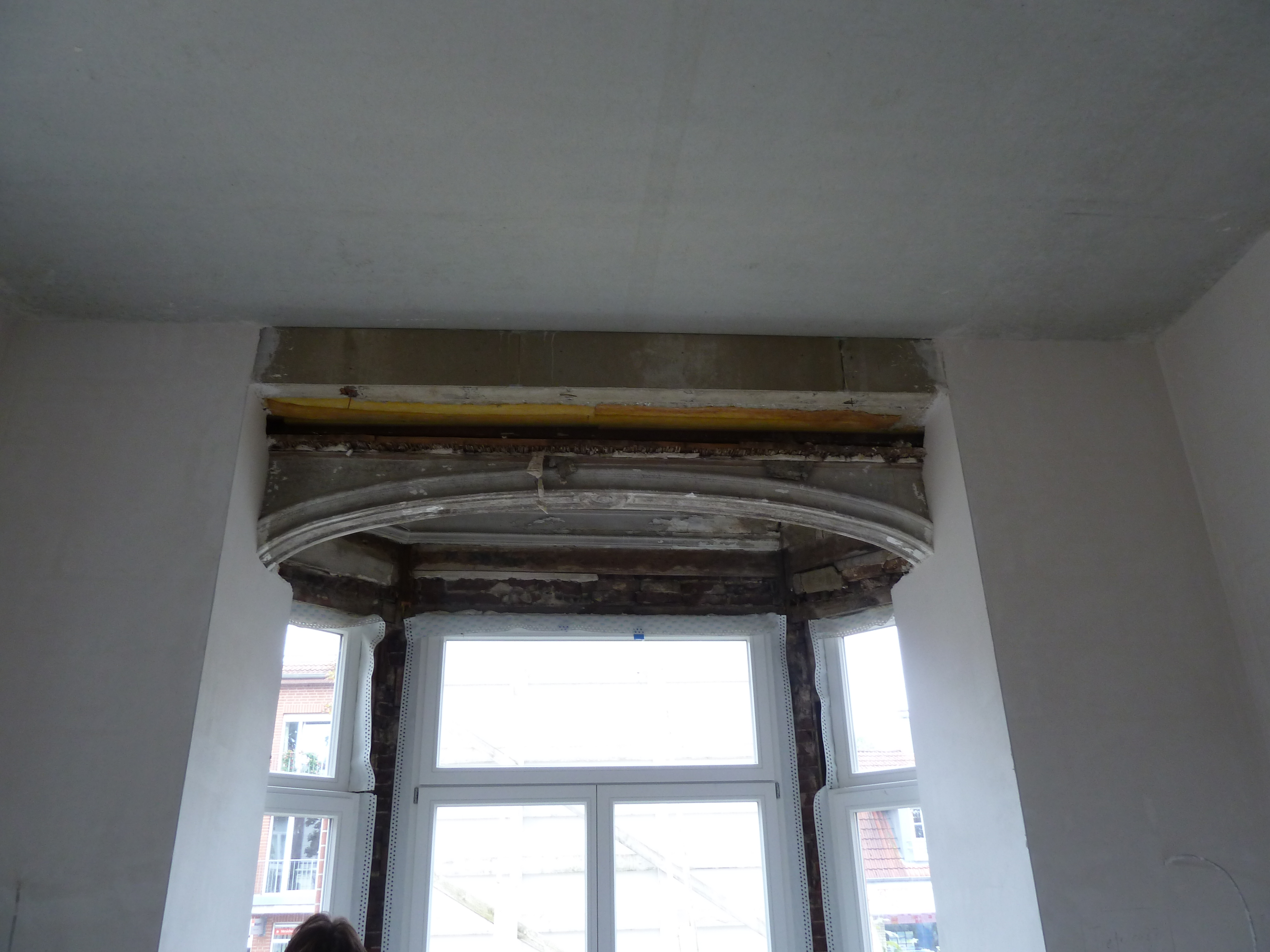
Erker und Fenster